# Aglaojoppa flavomaculata
Aglaojoppa flavomaculata är en stekelart som beskrevs av Cameron 1901. Aglaojoppa flavomaculata ingår i släktet Aglaojoppa och familjen brokparasitsteklar. Inga underarter finns listade i Catalogue of Life.